# 中世ヨーロッパの医学

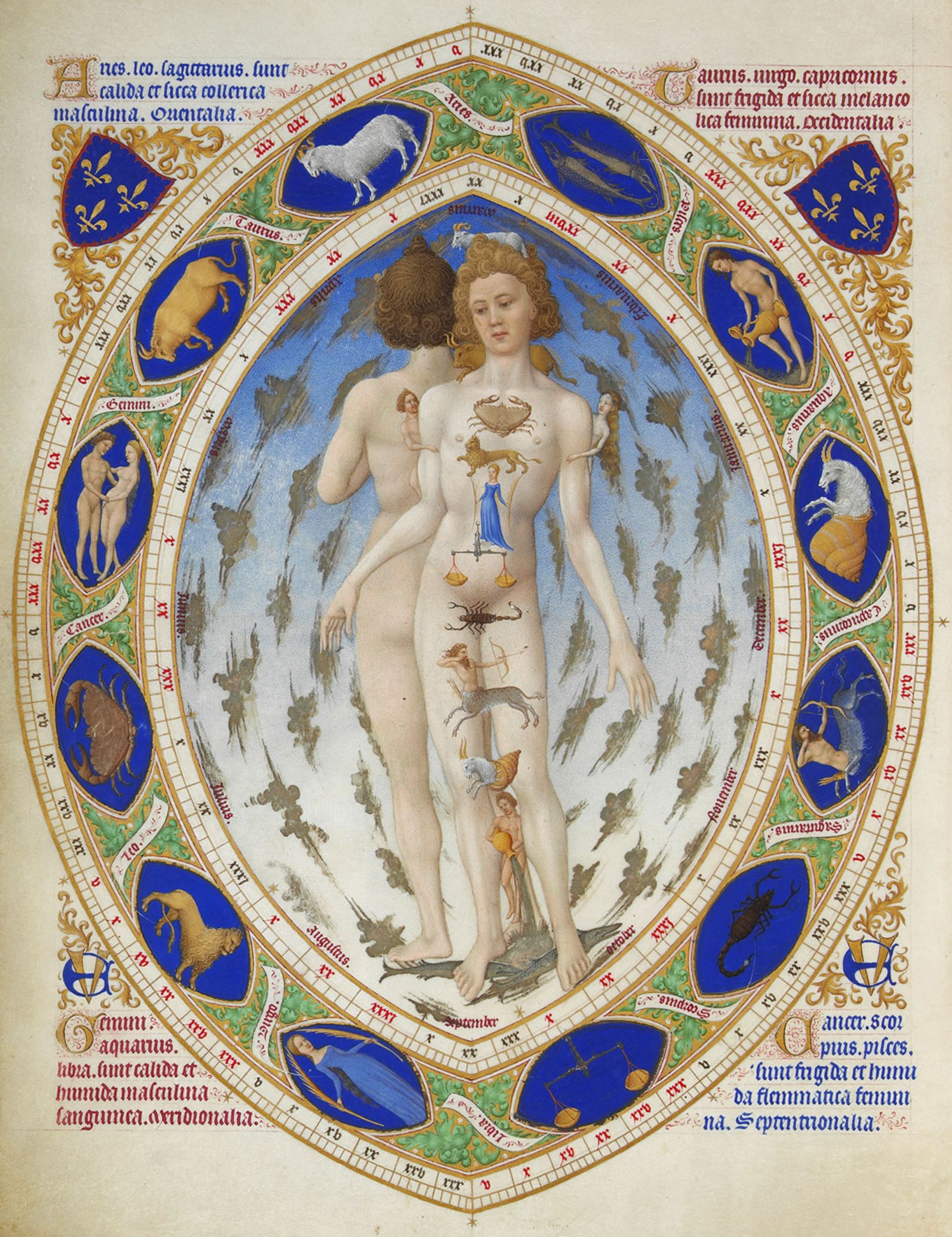
「Anatomical Man」（「Zodiacal Man」）、TrèsRiches Heures du Duc de Berry （Ms.65、f.14v、15世紀初頭）

西ヨーロッパの中世医学は、古代の既存のアイデアやクロード・レヴィ=ストロースが「シャーマニズムの複合体」および「社会的合意」と指摘した精神的な影響の混合物で構成されていた。

## 概要
中世初期西ローマ帝国の崩壊後、当時の標準的な医学知識は、主に修道院や他の場所に保管されていたギリシャ語・ラテン語文献に基づいていた。これらの施設にはしばしば病院が併設されていた。
多くの人は、自分のすべての病気を癒すために、単に教会と神に希望を託した。病気の起源・治癒についての考えは、運命・罪・星辰の影響などの要因が、あらゆる物理的原因と同じくらい重要な役割を果たす世界観にも基づいていた。治療法の有効性は、経験的証拠ではなく、患者と医師の信念に同様に拘束されていたため、治療の物理学（物理的治療）はしばしば精神的介入に従属していた。
また、地域ごとに医学知識を代々伝承しており、民間療法が行われた。

## 影響

### 聖堂での治療
紀元前3世紀と4世紀にアスクレーピオスを祀った何百もの寺院がギリシャとローマ帝国全体に設立され、アスクレピウスに治療を求める人が特別な寮で眠ったとき、癒しのビジョンと夢が治癒過程の基礎を形成した。その人の夢の中で起こったか、夢からのアドバイスを使って彼らの病気の治療法を探がす。その後、寺院への訪問者は入浴し、祈りと犠牲を捧げ、ヒポクラテス医学の伝統に従い、投薬、食事制限、運動連隊などの他の形態の治療を受けた。

### 民間療法
中世の薬のいくつかはペイガニズムに由来した。2世紀頃からヒルデガルト・フォン・ビンゲン等のキリスト教の開業医達は
四体液説や本草学から影響を受けた。

### 修道院

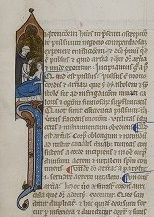
[http://dla.library.upenn.edu/dla/medren/pageturn.html?id=MEDREN_5266652&fq=subject_facet%3A%22Medicine%2C+Medieval%22+AND+illustrated_facet%3A%22Yes%22&rotation=0¤tpage=17 ペンシルベニア大学レア・ブック・アンド・マニュスクリプト・ライブラリーLJS 24

### キリスト教の慈善の精神
キリスト教の医療奉仕は、中東（特に地元のユダヤ人から）とギリシャの影響を受けた。ユダヤ人は仲間のユダヤ人を世話する義務を負っていた。この義務は、エルサレムの神殿への巡礼者の宿泊と治療にまで及んだ。古代ギリシアでは、祭りへの訪問者のために一時的な医療援助が提供されていた。それらはチャリティー(慈善)の精神から施させる。

### 古典医学
中世ヨーロッパ医学では、古代ギリシャ医学と中世イスラム世界の医学の両方に関する多くの医学書 が13世紀にアラビア語から翻訳された。
医学は12世紀ルネサンスの時代にさらに発展した。1030年頃に書かれたイブン・スィーナーの『医学典範』(歴代のギリシャ、インド、イスラム教の医師の医学を要約した物)。イサーク・ベン・ソロモン・イスラエリによって書かれた『Liber pantegni』(コンスタンティヌス・アフリカヌスがラテン語に翻訳)。キンディーの『De Gradibus』がある｡それらの著書を翻訳しまとめた、『ars medicinae』（医学の芸術）または『Articella』（小さな芸術）というテキストがイタリアのモンテ・カッシーノの近くのサレルノ医学校(サレルノ大学の前身とされる)で使われ､それが数世紀にわたってヨーロッパの医学教育の基礎となった。
第1回十字軍イスラム医学の影響はより強くなった。影響は相互にあり、ウサマ・イブン・ムンキッドなどのイスラム学者 もヨーロッパ医学の優れたものを認めている。彼は、感染した傷を酢でうまく治療したヨーロッパの医師について説明し、無名の「フランク人」のスクロフラ(結核性頸部リンパ節炎)治療を著書で紹介している｡

### 中世の手術
14世紀には各国語に翻訳され、中世、ヨーロッパの医師に広く読まれた､フランス人外科医ギー・ド・ショーリアックの著書『大外科書』がある。
16世紀のイタリアのパドヴァ大学ではパドヴァの解剖劇場という現存する最古の解剖劇場で学生達は教師が実際に解剖を行うのを観察して解剖学を学んだ。

## 進歩

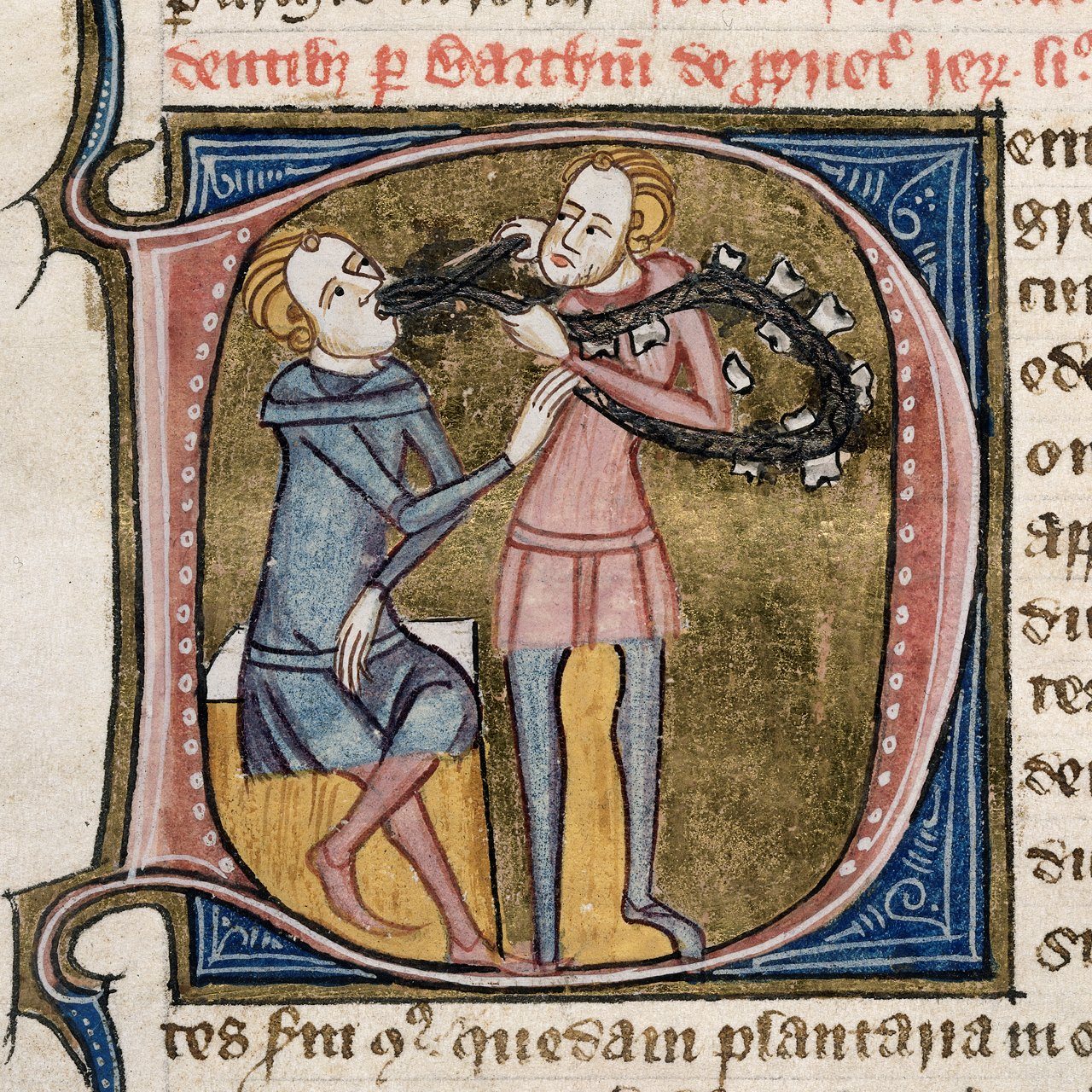
銀製の鉗子と大きな歯のネックレスを備えた歯医者。Omne Bonum （イングランド-ロンドン; 1360-1375）。

ルネサンスの到来とともに、解剖および死体の検査を中心とする実験的な調査が多くなった。

## 医学の理論
以下に述べる理論はそれぞれ別の異なる文化や信仰上の伝統に根ざしたものであるが、一般的な理解と実践的医学の中ではすべてが絡み合っている。例えばベネディクト会の女子修道院長にして治癒者であるビンゲンの聖ヒルデガルドは、黒胆汁質やその他の気質的不均衡が悪魔と罪という存在によって直接的に引き起こされると主張した。異なる医学理論が融合をみせる他の例としては、「エルフの一撃」（en:elf-shot、妖精たちに起因する病）とその適切な処置に関してのキリスト教とキリスト教以前の信仰の結びつきが挙げられる。妖精たちが病を引き起こすという考え方は、前キリスト教的な俗信が、悪霊や悪魔による病の発現というキリスト教的な考えに発展したものであった。この種のものや他のタイプの病気に対する治療法には、医療におけるキリスト教と前キリスト教的、もしくは異教的な概念との並存が反映されている。

### 四体液

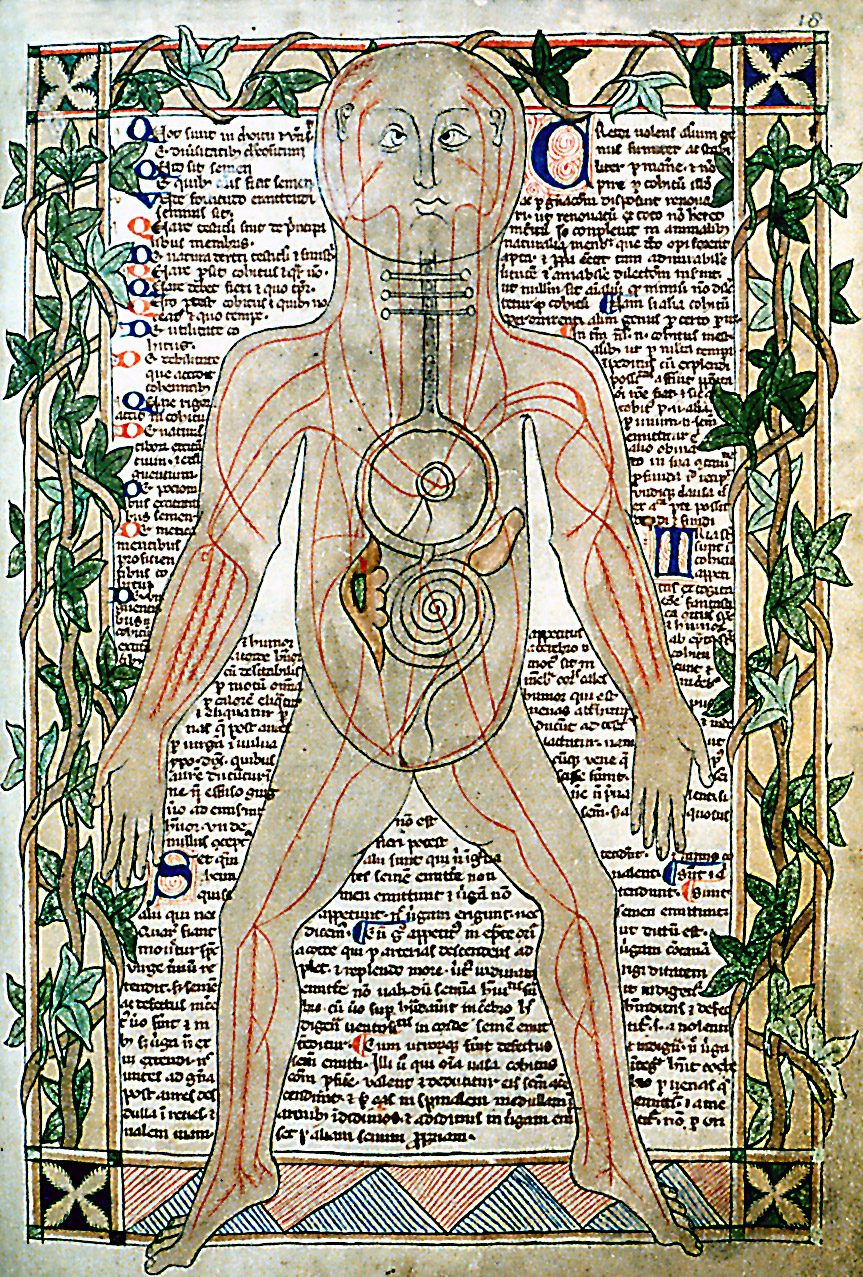
静脈を示す13世紀の図。

中世ヨーロッパの医学の基礎をなす根本原理は、体液に関する理論であった。これは古代の医療の著書に由来し、19世紀まで西ヨーロッパの医学界を支配していた。この理論は一人一人の人間の体内に主要な液体というべき4種の体液が存在すると説明する。すなわち黒胆汁・黄胆汁・粘液・血液である。これらは体内のさまざまな器官で作られ、人間が健康を維持するためにはそのバランスが保たれていなければならない。例えば、粘液が多すぎる場合には肺機能に問題を生じるので、身体は咳き込んで粘液（痰）を吐き出しバランスを修復しようとする。人間の体液のバランスは食事療法、内服薬、またはヒルを使った瀉血により改善できる。また四体液は四季にも関連付けられており、黒胆汁は秋、黄胆汁は夏、粘液は冬、血液は春に対応する。
| 体液   | 気質                  | 器官 | 性質   | 四大元素 |
| ------ | --------------------- | ---- | ------ | -------- |
| 黒胆汁 | 憂鬱質 en:Melancholia | 脾臓 | 冷・乾 | 地       |
| 粘液   | 粘液質 en:Phlegmatic  | 肺   | 冷・湿 | 水       |
| 血液   | 多血質 en:Sanguine    | 脳   | 熱・湿 | 空気     |
| 黄胆汁 | 胆汁質 en:Choleric    | 胆嚢 | 熱・乾 | 火       |

また西洋占星術における十二宮のサインも対応する体液と関連付けられている。現代においても「胆汁質」「粘液質」「多血質」「憂鬱質（メランコリック）」という言葉で性格の個性を表現することがある。

### 薬草学と植物学

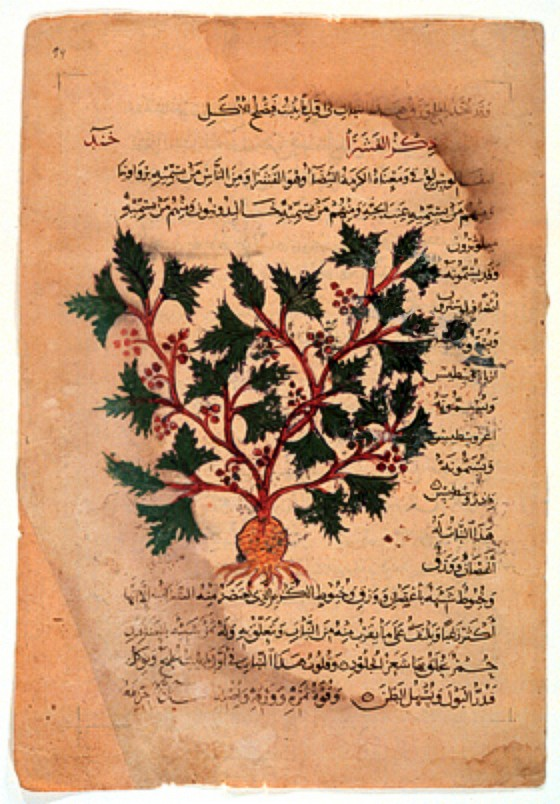
Dioscoridis： De materia medica

### 精神障害
当時精神障害の治療は、穿頭という頭蓋骨に穴を開け頭骨内にある「良くない（霊的な）モノ」を外部に出す治療や、瀉血が行われていた。

### キリスト教の解釈
中世の医学は、出家生活を通じた医学書の普及だけでなく、医学的治療や理論に関連した病気の信念を通じてもキリスト教に根ざしていた。
教会は、神が時々病気を罰として送ったこと、そしてこれらの場合、悔い改めは回復につながる可能性があることを教えた。これは、病気を治す手段としての苦行と巡礼の実践につながった。
たとえば､ペストは罪を犯したことに対する神からの罰であると考えられていたが、神がすべての自然現象の原因であると信じられていたため、ペストの物理的な原因も科学的に説明できた。ペストについてより広く受け入れられている科学的説明の1つは、腐敗物質などの汚染物質や空気に不快な臭いを与えるものがペストの蔓延を引き起こした空気の腐敗だった。

## 中世ヨーロッパの医科大学
医学は旧来の自由七科には含まれていなかった。医学は学問というよりも手仕事だと考えられていた。とはいえ、最初期(12世紀)のヨーロッパの大学でも医学科が設立され、イスラム医学が取り入れられた。イスラム圏と接する地中海地域では、11世紀イタリアでサレルノ医科大学が設立され、組織的なプロフェッショナル医学が再興された。サレルノ医科大学では、モンテ・カッシーノ修道院の協力を得て、東ローマ帝国・アラブの研究成果が翻訳された。12世紀には、イタリアその他で大学が設立され、その中ですぐに医学部が作られていった。古代の大家のもつ信頼性は、個々の観察や実験によって徐々に補足されていった。
外科については、中世ヨーロッパでは、ガレノスの外科手術に関する著作が大学課程における主要テキストであった。ガレノスの人体観が絶対視されていたが、外科の技術は中世の間に大きく進歩した。ルッジェーロ・フルガルドはサレルノ医科大学に外科部門を創設し、『外科医術』（Chirurgia Magistri Rogerii）を著し、現代に至るまでの西洋の外科処置法の基礎を築いた。

## その後の発展

アナトミア、1541

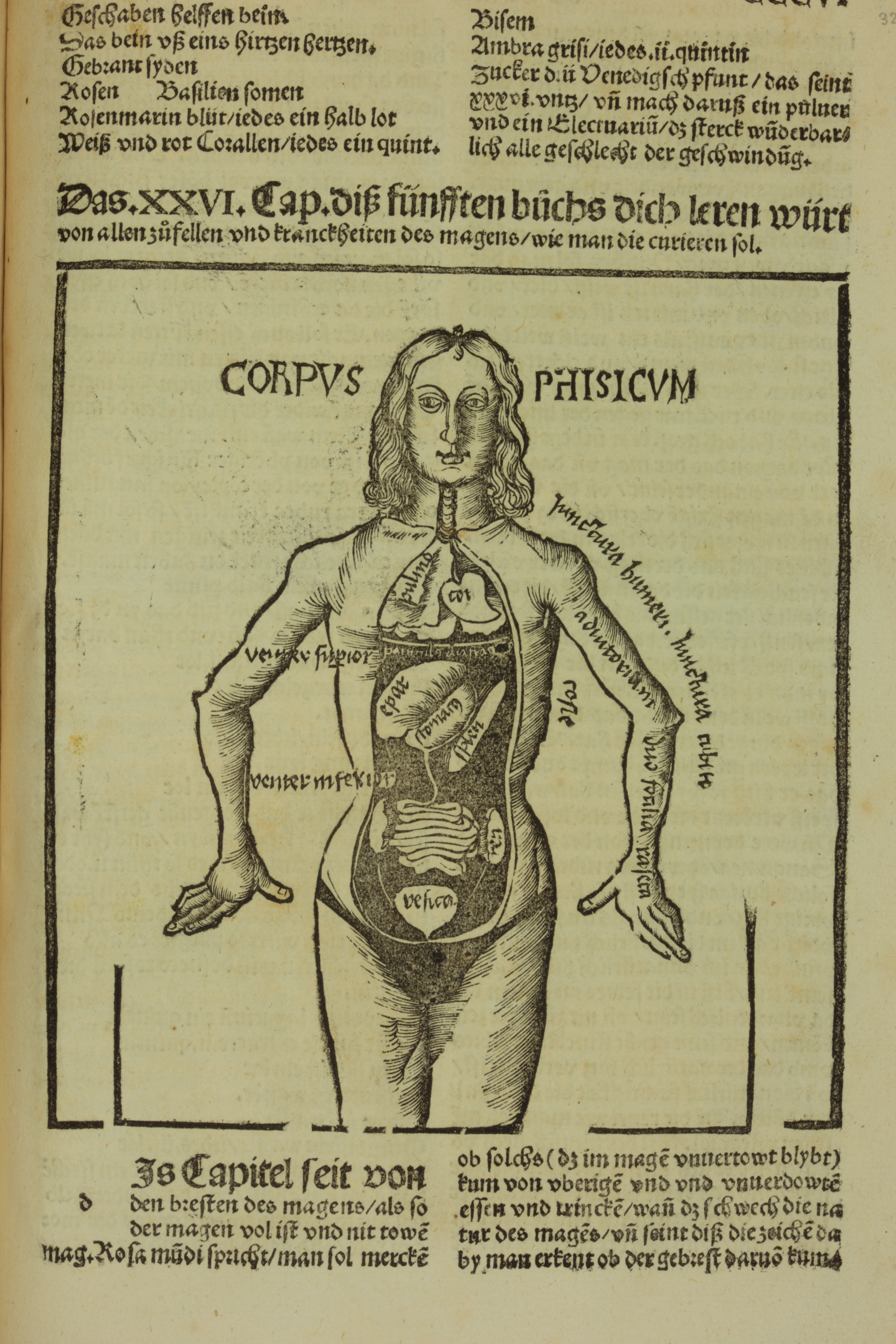
Corpus physicum、Liber de arte Distillandi de Compositisから、1512

### 一次情報源
- ウォリス、信仰編 中世医学：読者 (2010)の抜粋とテキスト検索